# Somos libres, seámoslo siempre
Somos libres, seámoslo siempre er den peruvianske nationalsang siden 1821. Den har tekst af José de la Torre Ugarte, og melodien er skrevet af Jose Bernardo Alcedo.